# Zygophylax unilateralis
Zygophylax unilateralis är en nässeldjursart som beskrevs av Totton 1930. Zygophylax unilateralis ingår i släktet Zygophylax och familjen Lafoeidae. Inga underarter finns listade i Catalogue of Life.